# 孟涉
孟涉（728年—800年4月28日），唐朝将领，出自平昌孟氏。
其祖父庆州参军孟贞幹，父亲宁州刺史孟思忠。孟涉于唐玄宗开元十六年（728年） 出生。安史之乱爆发之时，唐肃宗前往西北募兵。孟涉以武艺等知名，加入射生军，充当宿卫。后保护潼关有功，以军功拜别将，参与了对抗安、史收复失地的战争。党项内迁，孟涉在泾州击败党项，参与收复邠宁，朝廷设邠宁节度使。孟涉因为军功封为武都郡王，累迁御史中丞。建中年间，孟涉在李怀光麾下讨伐河北藩镇，加御史大夫。奉天之难爆发后，孟涉随李怀光进入关中勤王。李怀光返回河中府反唐，孟涉没有跟从李怀光返回河中，与段威勇等人率领金甲千余骑从富平回到东渭桥归附李晟。唐德宗下制任命他为工部尚书，充京西都知兵马使。李晟大集诸将骆元光、尚可孤，兵马使吴诜、王佖，都虞候邢君牙、李演、史万顷，神策将孟涉、康英俊，华州将郭审金、权文成，商州将彭元俊等，号令誓师之后，陈兵在光泰门外，参与收复被朱泚占据的长安的作战。收复长安后，孟涉担任右神策军大将军，不久转任刑部尚书。过了一年之后担任右神策军统军兼兵部尚书。他去世前，官至开府仪同三司行右神策军统军、检校兵部尚书、兼御史大夫。唐德宗贞元十六年（800年）四月乙巳，武都郡王孟涉去世，赠扬州大都督。由卫尉卿担任护丧使，判官、朝议郎行司农寺丞、上柱国、赐绯鱼袋杜幼直为他作墓志铭。其夫人为梁国夫人陇西李氏，孟涉有子七人：孟士伦、孟士修、孟士皋、孟士良、孟士元、孟士深、孟士则。